# 유혜인
유혜인(1994년 6월 15일~)은 대한민국의 배우이다.

## 경력

### 가수 활동
2012년~2014년까지 일본에서 퓨리티로 활동했으며, 대한민국에서는 데뷔도 못한 채, 2년 만에 팀이 해체되었다.
이후, 스타하우스엔터테인먼트로 이적했으며 상하이 미디어그룹 소속 쩡치우홍과 함께 한중합작 듀엣 그룹 스마일걸즈로 활동한 적 있다. 한국과 중국의 여자 가수가 듀엣을 하는 것은 최초의 사례이다.
2015년 2월 19일 춘절(중국의 설날)을 맞아 방송되는 동방위성TV의 특집 프로 ‘춘완’에서 데뷔 무대를 가졌으며, '일천일개의 소원'이라는 노래를 부르며 한-중 콜라보레이션 무대를 선보였다.

### 배우 활동
2015년 영화 미안해 사랑해 고마워에 출연하며 배우로 데뷔를 했다. 이후 유혜인은 2016년 1월부터 방영한 OCN 드라마《동네의 영웅》에서 임태호(조성하 분)와 선영 (진경 분)의 첫째 딸 ‘수빈’역으로 출연했다.
2017년 4월부터 방영한 웹드라마 《열일곱》에서 여주인공 김세리 역을 맡았다.이후 숨겨진 명곡을 리메이크 하여 사람들이 궁금해 했던 플레이리스트 드라마의 뒷 이야기와 함께 보여주는 새로운 형식의 리플리('Replaylist')의 뮤직드라마 《길에서》에 출연했다. '길에서'의 뮤직드라마는 지난 해 네티즌의 뜨거운 사랑을 받은 드라마 열일곱의 뒷이야기를 선보였다. 드라마 속 끝내 이루어지지 않아 아쉬움을 안겨준 커플이었던 김세리와 지은우(김도완 분)와의 이야기가 공개되었다. 하이라이트의 멤버 양요섭이 보컬로 참여했다.
2018년 OCN《보이스2》에서 자극적인 영상으로 사람들에게 주목을 받는 BJ 고다윗(박은석 분)에게 좀비 컨텐츠 방송이란 명목하에 마약을 투여받고 환각효과가 강한 마약에 중독된 조아진 역을 맡았다. 그후 오리지널 드라마 《탑매니지먼트》 파트2(9회~16회)에 새롭게 등장했다. 극 중 유혜인이 맡은 헤일리 역은 걸그룹 애플민트의 비주얼 멤버로 과즙미 넘치는 외모가 눈에 띄는 인물이며 특히, 할 말 다 하는 똑 부러진 성격의 반전매력으로 안티팬 양성이 취미로 중국 활동까지 활동 영역을 넓히며 다양한 나라에서 화제와 사랑을 낳고 있는 걸그룹 멤버이다.
12월에 방영하는 웹드라마 《네추럴 로맨스》의 여주인공 한설아 역에 캐스팅 되었다. 환경공학과 4학년 마지막 학기 취업준비생으로 어렵사리 '환경전문 변호사실'에 인턴으로 붙어 고군분투하는 인물이다. 이작품은 환경공학과지만 정작 환경에는 관심이 없는 여주인공이 환경 전문 변호사와 얽히게 되며 벌어지게 되는 좌충우돌 로맨스 코미디로 한국환경산업기술원이 기획하고 디지털에볼루션이 제작하는 웹드라마이다.

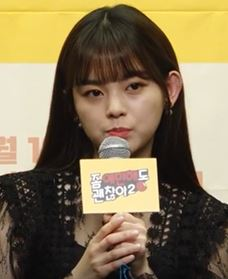
2019년 2월 1일《좀 예민해도 괜찮아 시즌2》제작발표회에 참석한 유혜인

2019년 2월에 공개된 tvN D의 웹드라마 《좀 예민해도 괜찮아 시즌2》에서 제과회사 마케팅팀 인턴 유빛나 역으로 출연했다.

## 출연작

### 영화
| 연도 | 제목                 | 역할 | 비고     |
| ---- | -------------------- | ---- | -------- |
| 2015 | 미안해 사랑해 고마워 | 지민 |          |
| 2017 | 여름,버스            | 수진 | 단편영화 |
| 2023 | 그 노래              | 청아 |          |

### 드라마
| 연도 | 방송사                | 제목                     | 역할   | 비고       |
| ---- | --------------------- | ------------------------ | ------ | ---------- |
| 2014 | 드라마큐브            | 시크릿러브 - 라일락      |        | 카메오     |
| 2016 | OCN                   | 동네의 영웅              | 임수빈 |            |
| 2017 | 네이버TV              | 열일곱                   | 김세리 | 웹드라마   |
| 2018 | JTBC                  | 미스 함무라비            | 김유정 | 특별출연   |
| 2018 |                       | 길에서                   | 김세리 | 뮤직드라마 |
| 2018 | OCN                   | 보이스 2                 | 조아진 |            |
| 2018 | 유튜브 프리미엄/1theK | 탑매니저먼트             | 헤일리 |            |
| 2018 | 네이버TV              | 내추럴 로맨스            | 한설아 | 웹드라마   |
| 2019 | tvN D                 | 좀 예민해도 괜찮아 시즌2 | 유빛나 | 웹드라마   |
| 2019 | 네이버TV              | 비밀의비밀               | 한가인 | 웹드라마   |
| 2020 | 라이프타임            | 진흙탕 연애담 시즌2      | 천희   | 웹드라마   |
| 2022 | tvN                   | 군검사 도베르만          | 한세나 |            |

### 뮤직비디오
- 2015년 신지 《#두근두근》
- 2016년 iKON 《오늘모해》

## 그 외 활동

### 광고
- 2014년 교촌치킨
- 2017년 노스카나겔
- 2017년 네이처리퍼블릭
- 2017년 후룻 바이더풋
- 2018년 나인위시스